# Pergamon

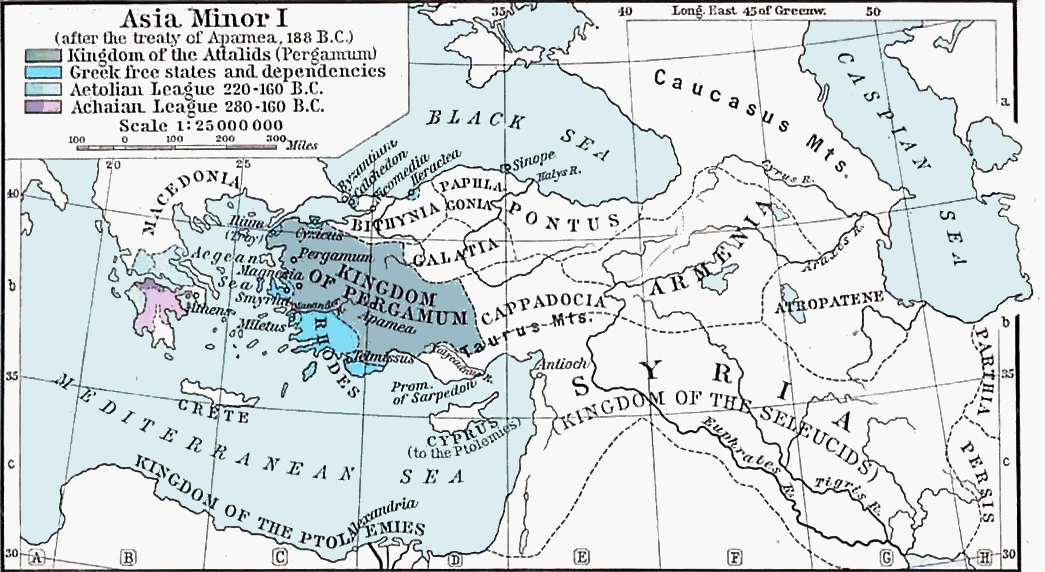
Karta över kungariket Pergamon

Pergamon (grekiska: Πέργαμος, latin Pergamum, turkiska Bergama) var under antiken en grekisk stad i landskapet Mysien i nordvästra Anatolien, belägen åtta mil från dagens Izmir (Smyrna) i Turkiet. Efter Alexander den stores död blev Pergamon en självständig stat under Attalid-dynastin, och staten växte till ett betydande kungarike. År 133 f.Kr. avträdde kung Attalos III sitt rike till Romarriket. Ett kortvarigt inbördeskrig bröt ut, vilket ledde till att kungariket delades mellan Rom, Pontus och Kappadokien.

## Geografi

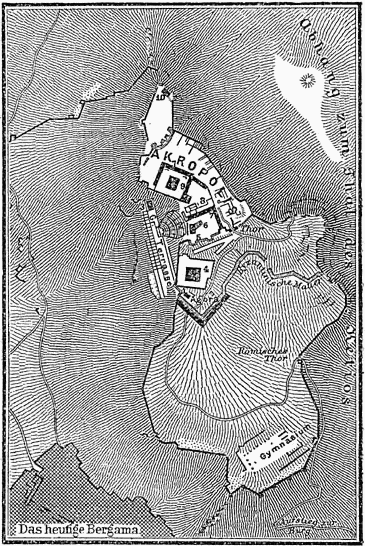
Stadsplan över Pergamon

Pergamon ligger på Kaikosslätten, norr om floden Kaikos (nu Bakırçay). En bergås med huvudriktning i norr och söder samt innesluten mellan Kaikos bifloder Keteios på östra och Selinos på västra sidan inrymde till en början på sin platå hela stadsområdet, men tjänade sedan i egenskap av överstad (akropolis) som borg, fursteboning och tempelplats, medan den av borgerskapet bebodda stadsdelen utbredde sig på slätten nedanför, mestadels väster om floden Selinos.

## Historia
I historien nämns Pergamon första gången 399 f.Kr. och synes redan då ha haft grekiskt statsskick, om än under persisk överhöghet. Dess inbyggare räknade sig själva som avkomlingar av arkadier som invandrat i landet under herakliden Telefos ledning. Dess tillväxt började under 200-talet f.Kr., då Lysimachos ståthållare Filetairos där åt sig grundade ett eget rike (281 f.Kr.). Under dennes efterträdare Eumenes I (263-241), Attalos I (241-197) och Eumenes II (197-159) utvidgades efter hand det nya riket, i synnerhet då romarna åt Eumenes II skänkte en stor del av Mindre Asien.
Då Attalos II:s (159-138) brorson och efterträdare Attalos III genom testamente överlåtit sina skatter och sitt rike till romarna, gjordes det efter hans död år 133 f.Kr. och besegrandet av tronpretendenten Aristonikos till en romersk provins under namnet Asia år 129 f.Kr. Pergamon fortsatte blomstra under den romerska kejsartiden, och staden fick av kejsarna ta emot åtskilliga nådebevis. Augustus bemyndigade provinsen Asia att i Pergamon uppföra ett åt honom och gudinnan Roma (Dea Roma) helgat tempel. Nya kejsartempel uppfördes åt Trajanus och Caracalla, och då Pergamon sålunda blev en medelpunkt för kejsardyrkan, antog dess invånare titel av "kejsarens tempeltjänare". Under bysantinska tiden var Pergamon i starkt avtagande. Den drog sig åter tillbaka på Akropolis och kunde, efter vad de fästningsmurar som härrör från denna tid utvisar, inte på långt när fylla utrymmet ens där uppe. Slutligen gavs den befästa överstaden helt och hållet upp, och det nutida Bergama ligger på slätten väster om Selinos.

## Kultur
Pergamon var en viktig kulturstad. Såväl Attalos I som Eumenes II var bildnings- och konstälskande regenter, som förskönade sin huvudstad genom storartade anläggningar och bl. a. samlade ett rikt bibliotek efter mönstret av det alexandrinska. Det framträdande stora behovet av skrivmaterial när ptolemaierna slutade exportera papyrus tros ha föranlett uppfinningen av pergamentet, som bereddes av kalvskinn. I Pergamon uppstod en ny grammatisk skola som kunde mäta sig med den i Alexandria. Dess främste man var Krates från Mallos. I staden fanns ett bibliotek som näst det stora biblioteket i Museion i Alexandria var det främsta i den antika världen.
Staden var även en av Uppenbarelsebokens sju församlingar.

## Arkeologi

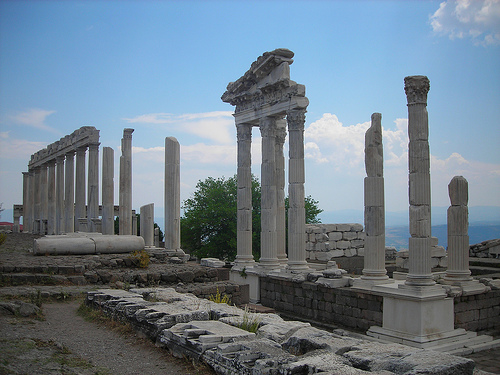
Trajanustemplet

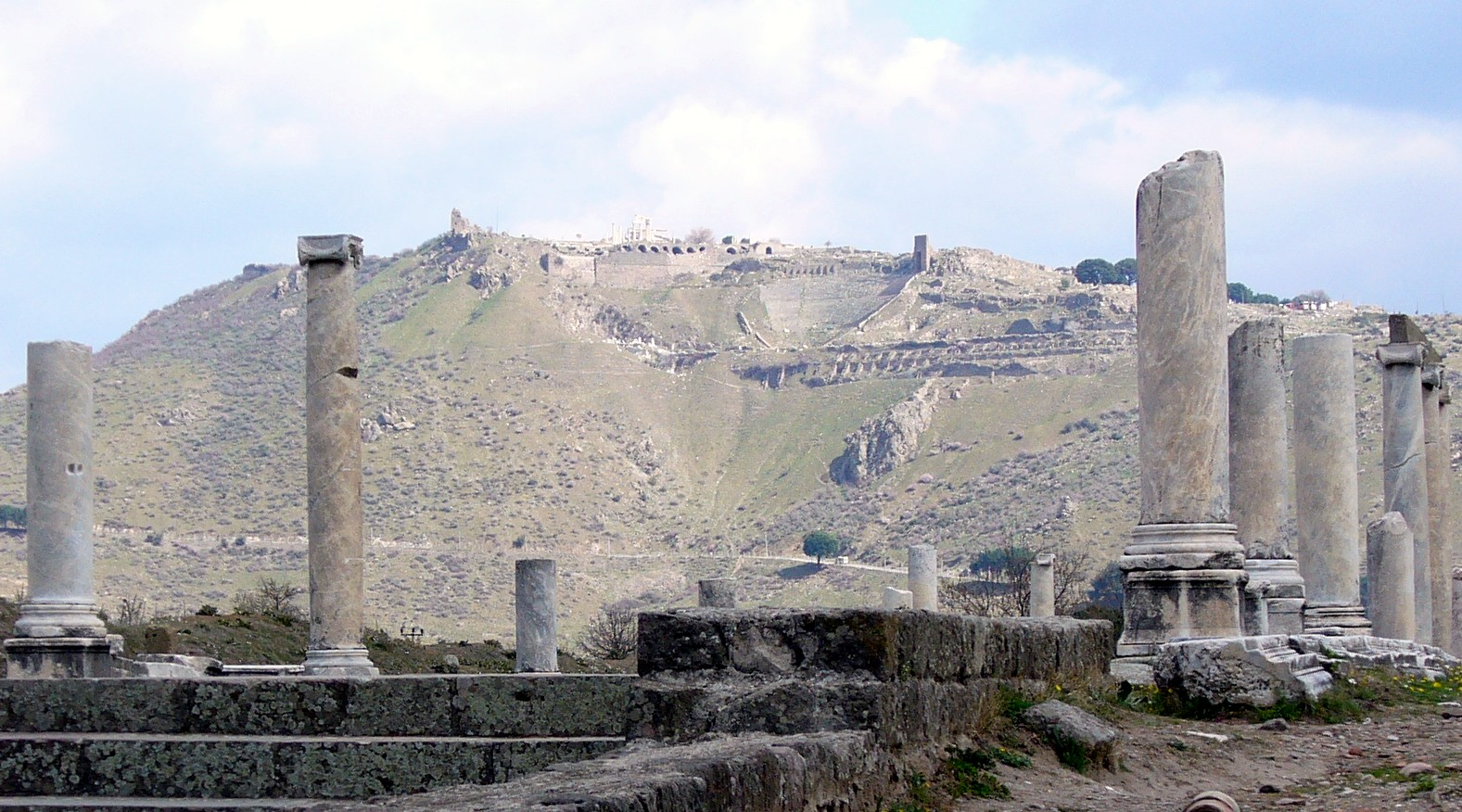
Vy över akropolis nedifrån asklepieion

Genom de utgrävningar som 1878-86 på preussiska statens bekostnad utfördes under ledning av Carl Humann och Alexander Conze, har det förut föga bemärkta Pergamon blivit en av de förnämsta fyndorterna för vår kännedom om den grekiska arkitekturen och skulpturen. På den nämnda bergåsen, som i norr har en rätt betydlig höjd (310 meter över havet och ungefär 270 meter över slätten) och i delvis konstgjorda terrasser sänker sig mot söder, har dessa utgrävningar bragt i dagen grundmurar och andra rester av ett antal monumentala byggnadsverk, bland vilka följande, uppräknade från norr till söder, är de förnämsta:
- ett stort korintiskt tempel, helgat åt kejsar Trajanus och uppfört sannolikt redan under hans livstid
- en byggnadskomplex med ett antal salar och rum, vari man med tämlig säkerhet igenkänt det berömda biblioteket
- ett åt stadsgudinnan Athena polias helgat tempel i dorisk stil
- det stora Zeusaltaret med omfångsrik peribolos
- stadens av pelargångar (stoai) omgivna torg med ett tempel sannolikt helgat åt Dionysos
- ett stort gymnasium härrörande från romersk tid (längst mot söder, där åsen sänker sig mot slätten)

På åsens nordöstra del, invid Athenatemplets peribolos, har man återfunnit ingången (propyléerna) till borgen och norr därom några grundmurar som sannolikt tillhört det kungliga palatset. På åsens västra sluttning, omedelbart nedanför Athenatemplet och biblioteket, ligger de tämligen väl bibehållna ruinerna av en stor grekisk teater och en därmed sammanhängande, över 200 meter lång terrass, som på västra sidan begränsas av en pelargång, tydligen en i främsta rummet för teaterpubliken avsedd promenadplats, ett slags teaterfoajé under öppen himmel.
År 1900 upptogs åter grävningarna och riktades då huvudsakligen mot den nedre staden. Även där finns lämningar av betydande byggnadsverk, mestadels från den romerska tiden. Vid stranden av floden Selinos finns grundmurarna till ett stort badpalats (termer) och väster om denna flod en romersk teater, en amfiteater och en cirkus. Längre mot väster ses lämningarna efter ett från äldre tid härrörande berömt asklepieion.

### Pergamonaltaret

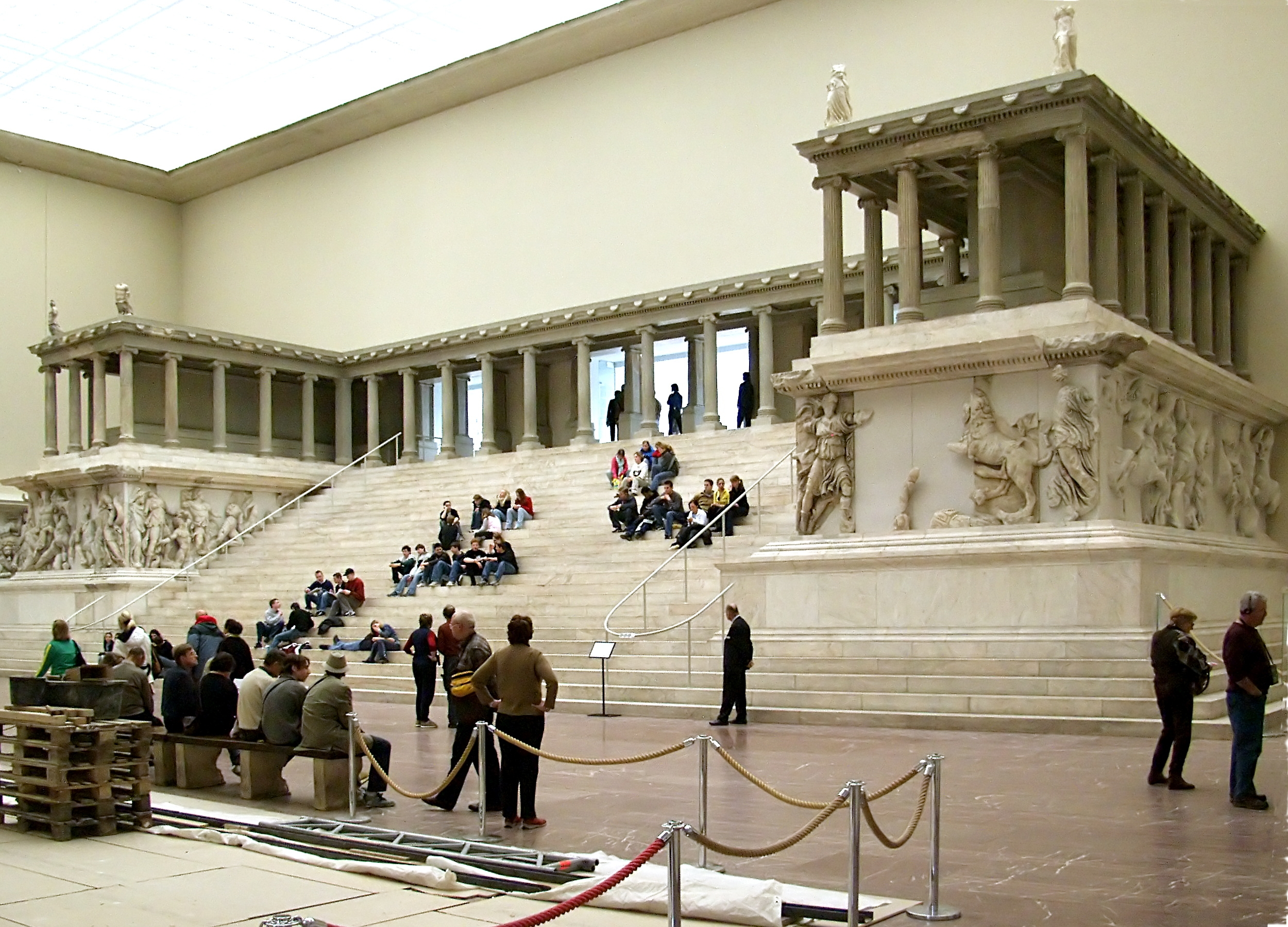
Pergamonaltaret på Pergamonmuseet i Berlin

Det ojämförligt mest betydande bland fynden som gjorts i Pergamon är den kolossala altarbyggnad som Eumenes II uppförde åt Zeus Soter (Zeus räddaren) med anledning av en seger över gallerna eller galaterna. Själva offeraltaret vilade på en helt och hållet av marmor utförd hög underbyggnad av 37,7 meter längd i norr och söder och 34,6 meter bredd i öster och väster. Sidorna av denna underbyggnad smyckades av en 2,3 meter hög fris, som i mycket hög relief med delvis nästan fristående figurer framställde den s.k. Gigantomachi eller gudarnas strid mot urtidens vidunder. Denna fris, varav omkring två tredjedelar återfunnits, till stor del i en bysantinsk fästningsmur, är nu förd till Berlin och har tillsammans med övriga bildverk som hittats vid grävningarna och en del viktigare arkitekturpartier fått en mönstergill uppställning i ett för ändamålet särskilt uppfört Pergamonmuseum. Hela underbyggnaden är med ledning av återfunna arkitekturfragment återställd i sin ursprungliga form och reliefplattorna insatta på sina behöriga ställen, för så vitt dessa med hjälp av inskrifter och stenhuggarmärken kunnat bestämmas. Den ungefär 120 meter långa frisen fortlöper i orubbad följd på norra, östra och södra sidorna, men är på den västra avbruten av en bred fritrappa, som med 24 trappsteg leder upp till altarbyggnadens övre plattform. I stället fortsätter den på båda trappväggarna, följande trappans stigning.
Hela den olympiska gudaskaran deltar i striden, men huvudpersonen är Zeus, som med sina åskviggar nedslår de giganter som angriper honom. En annan huvudgrupp bildar gudinnan Athena i segerrik kamp med giganter och jordgudinnan Gaia, som med överkroppen höjer sig ur jorden och med uttryck av den djupaste förtvivlan anropar om förskoning för sina barn. Giganterna framställs i mycket växlande gestalter: Somliga, särdeles de yngre, har rent mänsklig kroppsbildning och delvis med stora vingar, andra har i stället för ben ringlande ormkroppar, utlöpande i ormhuvuden, som reser sig till väders och deltaga i striden. Några har tjurhorn i pannan, och en är försedd med lejonhuvud.
Delvis återfunna inskrifter anger ovanför frisen namnen på de i striden deltagande gudarna och under frisen namnen på giganterna och på de konstnärer som utfört de särskilda grupperna. Men om namnet på den store mästare som planlagt det hela och komponerat denna bildserie svävar vi i okunnighet. Gigantomachin representerar ett förut endast ofullständigt känt skede av den grekiska plastikens utveckling. Från 500- och 400-talens ideala konst med dess harmoniska lugn skiljer den sig genom en viss naturalism och genom en hög grad av dramatiskt liv och lidelsefull karakteristik. Men den utmärker sig dessutom både genom friskhet i uppfattningen och genom ett fulländat mästerskap i formernas tekniska behandling. Anmärkningsvärd är även vid den stora mängden av figurer den rika omväxlingen av motiv, varigenom man förstått att undvika enformighet. Åtskilliga plastiska konstverk som redan förut funnits i Europas museer, av vilka den döende gallern i Roms kapitolinska museum torde vara det mest bekanta, är tydligen alster av samma pergamenska bildhuggarskola, men har först genom fynden i Pergamon kommit i sin rätta belysning.
Rätt betydliga brottstycken har påträffats även av en annan fris, den så kallade Telefosfrisen, av blott 1,75 meters höjd och utförd i mindre hög relief. Dess plats är inte med visshet känd, men man antar i enlighet med professor Richard Bohns restaurering av altarbyggnaden, att den smyckat inre sidan av en mur som uppförts ovanpå underbyggnaden och som inhägnade dess plattform. Murens utsida var dekorerad med en jonisk kolonnad.